# Список умерших в 683 году

## Июль
- 3 июля — Лев II — Папа Римский (682—683).

## Август
- 28 августа — Пакаль (80) — правитель Бакальского царства майя (615—683).
- Укба ибн Нафи — военачальник и государственный деятель Арабского халифата, завоеватель Магриба в Северной Африке, основатель влиятельного магрибского рода Фихритов.

## Ноябрь
- 11 ноября — Язид I ибн Муавия — второй арабский халиф из династии Омейядов (680—683).

## Декабрь
- 27 декабря — Гао-цзун (55) — китайский император (650—683) из династии Тан.

## Дата смерти неизвестна или требует уточнения
- Адальрих, герцог Эльзаса, родоначальник Этихонидов.
- Ваненг — святой игумен из Фекана.
- Гизлемар, майордом Нейстрии (680/681—683/684).
- Дунхад Муриски — король Коннахта (682—683) из рода Уи Фиахрах.
- Оппа, епископ Туя.
- Тайо, епископ Сарагосы (651—664).
- Умм аль-Банин, жена четвёртого Праведного халифа Али ибн Абу Талиба.